# Sciurocheirus
Sciurocheirus — род приматов семейства галаговых. Включает мелких и средних представителей этого семейства, всего четыре вида, которые распространены в Африке на севере Нижней Гвинеи между Нигером и Конго.

## Описание
Sciurocheirus — приматы небольшого и среднего размера. Длина тела и головы составляет от 16 до 25 см, длина хвоста — от 20 до 30 см, вес — от 190 до 430 г. Мех на теле серо-коричневый, конечности — красновато-коричневые. Лицо характеризуется отчетливой маской. Ото лба к носу проходит светлая полоска. Большие глаза красновато-коричневые.
Череп короткий и широкий. Нос конический, выступает над верхней губой. Его длина составляет две трети диаметра глазниц. Пальцы рук и ног тонкие и длинные, хвост толстый и пушистый.
Ищут пищу (насекомых и фрукты) в основном на земле или чуть выше ее. В кустах и на деревьях они предпочитают почти вертикальные ветки и сучья, лазая и прыгая, как древесные лягушки. В отличие от других галаго, которые после прыжка приземляются сначала на ноги или на все четыре конечности одновременно, они приземляются сначала на руки.

## Систематика
Род был установлен в 1872 году британским зоологом Джоном Эдвардом Греем, но виды этого рода позднее большинством авторов были отнесены к роду галаго (Galago). Однако, поскольку толстохвостые галаго (Otolemur) являются вероятной сестринской группой Sciurocheirus, родовое название Sciurocheirus все чаще возвращается в употребление.

## Виды
В настоящее время (по состоянию на февраль 2025 года) к роду относят четыре вида:
- Галаго Аллена (Sciurocheirus alleni)
- Sciurocheirus cameronensis
- Габонский галаго (Sciurocheirus gabonensis)
- Sciurocheirus makandensis